# Maite Lanata
Pour les articles homonymes, voir Maite et Lanata.
Maite Lanata, née le 21 avril 2000 à Quilmes dans la province de Buenos Aires, est une actrice argentine.

## Filmographie
- 2009 : Passage (court métrage) : Abby
- 2010 : Lo que el tiempo nos dejó (mini-série) : Patricia
- 2011 : Mía : Julia
- 2011 : The One (série télévisée) : Alma Bilbao (139 épisodes)
- 2014 : La celebración (mini-série)
- 2014 : Somos familia (série télévisée) : Malena Miranda (129 épisodes)
- 2015 : Francis: Pray for Me : Amalia
- 2016 : The Bronze Garden (série télévisée) : Moira
- 2016 : El Marginal (série télévisée) : Luna (13 épisodes)
- 2016 : Ultimátum (mini-série) (10 épisodes)
- 2018 : Yanka y el espíritu del volcán : Yanka
- 2018 : Cien días para enamorarse (série télévisée) : Juani / Juan (40 épisodes)
- 2020 : Intuition (La corazonada) d'Alejandro Montiel : Minerva del Valle